# Tachyphyle nepia
Tachyphyle nepia là một loài bướm đêm trong họ Geometridae.